# Кукля
Ку́кля (болг. Кукля) — село в Габровській області Болгарії. Входить до складу общини Дряново.

## Населення
За даними перепису населення 2011 року у селі проживали 0 осіб.
Динаміка населення: